# Ewald Sieg
Ewald Sieg (* 3. August 1913 in Klein Karzenburg, Kreis Rummelsburg; † unbekannt) war ein deutscher Politiker und Funktionär der DDR-Blockpartei Demokratische Bauernpartei Deutschlands (DBD).

## Leben
Ewald Sieg war der Sohn einer Bauernfamilie. Nach dem Besuch der Volks- und der Landwirtschaftsschule war er seit 1928 in der Landwirtschaft tätig. Zum 1. Mai 1937 trat er der NSDAP bei.
Von 1958 bis Oktober 1960 gehörte er als Mitglied der DBD-Fraktion der Volkskammer der DDR an. 